# Paramathes maroccana
Paramathes maroccana är en fjärilsart som beskrevs av Charles E. Rungs 1972. Paramathes maroccana ingår i släktet Paramathes och familjen nattflyn. Inga underarter finns listade i Catalogue of Life.